# La Louve (film, 1949)
Pour les articles homonymes, voir Louve.
Pour plus de détails, voir Fiche technique et Distribution.
La Louve est un film français réalisé par Guillaume Radot et sorti en 1949.

## Synopsis
Rémi, un chroniqueur se fait embaucher comme garde-chasse dans le château où M. de Saint Riquier vit avec sa belle-fille Henriette et une vieille servante. Henriette a jadis empoisonné sa mère pour pouvoir épouser son beau-père, et celui-ci la tient maintenant séquestrée tout en repoussant ses avances continuelles. La jeune fille intrigue auprès de tous ceux qui l'approchent. Le chroniqueur éclaircit cette sombre affaire. Il épousera l'institutrice du village tandis qu'Henriette, après avoir assassiné M. de Saint Riquier, périt avec l'un de ses amants dans l'incendie allumé par la servante.

## Fiche technique
- Réalisation : Guillaume Radot
- Scénario : Yves Brainville, Guillaume Radot
- Décors : Marcel Magniez
- Musique : Maurice Thiriet
- Photographie : Paul Cotteret
- Montage : Pierre Caillet
- Société de production : Union Générale Cinématographique (UGC)
- Date de sortie : 
  - France -  13 juillet 1949
- Affiche : Roger Rojac (France)

## Distribution
- Claude Génia : Henriette
- Jean Davy : Saint-Ricquier
- Renaud Mary : Rémi
- Héléna Bossis : Marie
- Michel Barbey : Le frère de Marie
- Georges Bever : Signol
- Yves Brainville : Le docteur Maillet
- Jean Carmet : Gustave
- Jacky Flynt : Pulchérie
- Héléna Manson : Alphonsine
- Maya : Madame Bontemps
- Pierre Palau : Dermont